# 何承祚
何承祚（1577年—？），字耔孝，號仲暘，陕西西安府泾阳县軍籍，明朝政治人物。

## 生平
万历三十四年（1606年）丙午科陕西乡试第五名举人，萬曆三十五年（1607年）丁未科進士，户部觀政，萬曆三十六年（1608年）授济源知县，萬曆四十年（1612年）補山西曲沃縣知縣。

## 家族
曾祖何思聪，贈徵仕郎。祖父何道元，县丞；父何养松，卫经历。母姚氏。慈侍下。弟衍祚、鴻祚。